# Kay Davis
Kay Davis née le 5 décembre 1920 à Evanston dans l'Illinois, et morte le 27 janvier 2012, est une chanteuse de Jazz.

## Biographie
Elle travaille le piano et fait des études de chant alors qu'elle est étudiante à la Northwestern University entre 1938 et 1943. Duke Ellington l'engage dans son orchestre en octobre 1944 ; elle y reste jusqu'en 1950 avant de cesser pratiquement toute activité musicale;
Elle reprend le flambeau de Adelaïde Hall dont Duke traitait la voix comme un instrument de musique à la fin des années 1920. Sa belle voix de soprano dans des morceaux sans paroles ont en quelque sorte approfondi la touche classique de l'univers ellingtonien de cette période.

## Titres
- Solitude, 1945
- If you are but a dream, 1945
- Transbluecency, 1945
- Yesterday's, 1945
- There's no you, 1945
- Minnehaha, 1946
- On a turquoise cloud, 1947
- Creole love call, 1948
- Lush life, 1948
- Joog joog, 1949

## Discographie
- Kay Davis avec Duke Ellington vol.30 1944-45 the chronological Classics 881
- Kay Davis avec Duke Ellington vol.31  1945 the chronological Classics 915
- Kay Davis avec Duke Ellington vol.33  1945-46 the chronological Classics 985
- Kay Davis avec Duke Ellington vol.34    1946 the chronological Classics 1015